# Бхено-Нораванк
Монастир Бхено Нораванк (вірм. Բղենո - Նորավանք) — монастир в Вірменії у  марзі Сюнік. Заснований у 1062 році.
Монастир складається з невеликої церкви, багато прикрашеній рельєфами на біблійні мотиви. Руїни цієї будівлі були знайдені у 1920 році відомим письменником-прозаїком Акселем Бакунца.